# 总参谋部和战争委员会大楼
总参谋部和战争委员会大楼（Hôtel de l'État-Major et du Conseil de Guerre）是法国滨海塞纳省鲁昂的一座历史建筑，位于 Moulinet街 3号。
其立面和屋顶于1929年列为法国历史古迹。